# Escudella (eina)
|  | Aquest article tracta sobre una eina per a la fabricació de recipients. Vegeu-ne altres significats a «Escudella». |

L'escudella és una eina emprada per a elaborar escudelles i altres recipients. Té forma de quart d'esfera i serveix per a donar forma a la peça. És utilitzada pels artesans escudellers i terrissaires.